# Most wiszący w Ozimku
Most wiszący w Ozimku – zabytkowy most (obecnie jedynie dla ruchu pieszego) na rzece Mała Panew w Ozimku w województwie opolskim. Wybudowany w 1827 roku jest najstarszym w Europie kontynentalnej żelaznym mostem wiszącym.
Jest to wiszący most łańcuchowy wykonany w całości z żelaza i, uwzględniając to kryterium, należy go uznać za najstarszy tego typu most na świecie, istniejący do dziś. Najstarszy istniejący żelazny most wiszący wybudowany został w latach 1819–1826 nad cieśniną Menai w Walii, lecz zawieszony jest na kamiennych pylonach.

## Historia
Most w Ozimku zaprojektował królewski inspektor hutniczy Karl Schottelius, a wykonała go miejscowa Huta Małapanew. Do użytku został oddany w 12 września 1827 r. Do budowy zużyto prawie 57 (60) ton odlewów z żeliwa i ponad 14 ton stali. Relacja z próby nośności mostu pochodzi z kroniki huty Małapanew i mówi o wpędzeniu w pierwszej kolejności stada bydła, później mostem przejechał szybko wóz obciążony ładunkiem. Konstruktor wyliczył, że nośność mostu wyniesie 60 cetnarów (ok. 3 tony), lecz w rzeczywistości znosił aż pięciokrotnie większe obciążenie. Został uszkodzony w czasie powodzi w 1830, następnie naprawiony i wzmocniony. 
Most służył ogólnej komunikacji na trasie Ozimek – Zawadzkie do 1938 r. Ponownie ucierpiał w 1945 w wyniku próby pokonania go czołgiem. Następnie do 2010 roku znajdował się na terenie huty Małapanew i użytkowany był jako wewnętrzny most przez pieszych.

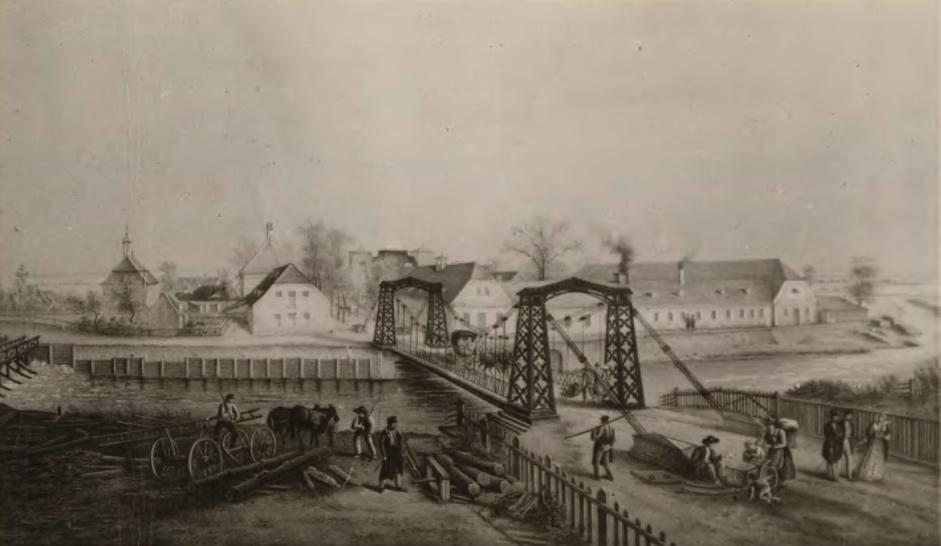
Most na Malapane

W lipcu 2009 roku rozpoczęto gruntowną renowację mostu. Został on rozebrany, odnowiony i ponownie złożony. Konstrukcja mostu wzmocniona została stalowymi linami. Wykonano również nową kładkę dla pieszych oraz oświetlenie. Po renowacji, we wrześniu 2010 roku most został ponowne udostępniony do użytku jako atrakcja turystyczna miasta.
W marcu 2017 r. most został wpisany na listę pomników historii.